# Martin Jessen
Pas d'image ? Cliquez ici

a Compétitions nationales et continentales officielles uniquement.

b Matchs officiels uniquement.
Dernière mise à jour le 06/04/2021.
Martin Jessen, né le 10 septembre 1998, est un joueur belge de rugby à XV qui évolue au poste de talonneur. 

## Biographie
Martin Jessen débute le rugby à l'âge de 8 ans. A 15 ans, il intègre le centre de formation de la Ligue belge francophone de rugby, tout en jouant en club avec l'ASUB Waterloo. Il devient international des moins de 16 ans, puis intègre dans la foulée les moins de 18 ans. Il participe à deux reprises au championnat d'Europe des moins de 18 ans,.
Ses prestations lui permettent d'intégrer alors le centre de formation de l'USA Perpignan, tandis qu'il devient international belge des moins de 20 ans à l'occasion du championnat d'Europe 2017.
A l'intersaison 2018, il quitte le centre de formation de Perpignan pour rejoindre celui de l'US Carcassonne. En 2019, il intègre pour la première fois le groupe de la sélection belge sénior, et décroche ses premières sélections. Il est de nouveau sélectionné en 2020 et obtient deux nouvelles caps.
A l'intersaison 2020, il quitte Carcassonne et revient dans son club formateur, l'ASUB Waterloo. 

## Statistiques

### En sélection
| Année | Compétition | Matchs | Points | Essais | Transf. | Drops | Pénal. |
| ----- | ----------- | ------ | ------ | ------ | ------- | ----- | ------ |
| 2019  | REC         | 2      | -      | -      | -       | -     | -      |
| 2020  | REC         | 2      | -      | -      | -       | -     | -      |
| Total | Total       | 4      | -      | -      | -       | -     | -      |